# José Antonio Vivó Undabarrena
José Antonio Vivó Undabarrena (Espinosa de los Monteros, 1930 - Olaberría, 1979) fue un político asesinado por la banda terrorista ETA el 6 de febrero de 1979.

## Biografía
José Antonio Vivó Undabarrena fue alcalde de Olaberría, Diputado foral de Guipúzcoa y miembro del partido Guipúzcoa Unida. Era natural de la localidad burgalesa de Espinosa de los Monteros. En el momento de su asesinato tenía 48 años, estaba casado y era padre de seis hijos.

### Asesinato
El 6 de febrero de 1979 a las 21:15 horas dos encapuchados de la banda terrorista ETA tocaron al timbre de la vivienda de José Antonio Vivó. Fue la esposa de José Antonio quien abrió la puerta a los encapuchados. Estos la amenazaron tanto a ella como a dos de sus seis hijos, y después de arrancar los cables del teléfono para impedir la comunicación telefónica, se llevaron a José Antonio por la fuerza. Instantes después sus familiares oyeron varias detonaciones. Mercedes Galdós Arsuaga,  miembro del comando Urola, fue la autora de dichos disparos. La etarra estuvo acompañada por Félix Ramón Gil Ostoaga, también miembro del mismo comando, quien también disparó a José Antonio. Tras los disparos cayó mortalmente herido en medio de un gran charco de sangre. Fue trasladado en ambulancia a la Clínica San Miguel de Beasáin, donde se certificó su defunción.
Se demostró que sus asesinos previamente a este atentado robaron un vehículo a punta de pistola. Se trataba de un Seat 124, de color blanco. El propietario de este vehículo fue secuestrado y atado a un árbol en Beasáin, donde le abandonaron. Tras el atentado los terroristas salieron corriendo y se dirigieron hacia el automóvil, en el que emprendieron la huida en dirección a la carretera nacional 1.
Los miembros del Comando Urola habían vigilado a la víctima durante varios meses previos al atentado. Fue la dirección de la banda terrorista ETA la que autorizó este atentado tras recibir los datos de estas vigilancias. En un primer momento, las autoridades no descartaron que la intención fuera de secuestro y que finalmente acabaran asesinándolo por la resistencia de la víctima.
A raíz de este atentado la justicia condenó a los miembros de ETA Mercedes Galdós Arsuaga y Félix Ramón Gil Ostoaga. Mercedes Galdós Arsuaga fue detenida en 1986 en la operación policial que desarticuló al comando Nafarroa. Dos años después, el 25 de abril de 1988, fue condenada a una pena 29 años de prisión en virtud de la sentencia 20/88, dictada por la sección 2ª de la Sala de lo Penal de la Audiencia Nacional. El pistolero que participó junto a ella en el atentado y, según la sentencia, disparó al unísono contra José Antonio, Félix Ramón Gil Ostoaga, fue detenido en la localidad francesa de Ciboure el 24 de octubre de 1989. Condenado a las mismas penas el 19 de noviembre de 1994, cuando  la sección 2ª de la Sala de lo Penal de la Audiencia Nacional le condenó, en virtud de la sentencia 66/94. En la sentencia 66/94, ambos procesados fueron condenados al pago solidario de una indemnización de 15 millones de pesetas a los herederos de José Antonio Vivó. Aunque jamás fuera juzgado en España por sus crímenes, se le imputa la participación en este asesinato al etarra José María Zaldúa Corta.
No consta ninguna reivindicación de la banda terrorista ETA en los días siguientes al atentado.